# Игличасти лежај
Игличасти лежаји представљају специјално извођење лежаја где котрљајна тела цилиндри имају мали пречник у односу на дужину. Због тога се ова котрљајна тела називају иглице. Смештене су у одговарајући кавез, који их држи на одговарајућем растојању и обезбеђује им међусобни паралелни положај. На овај начин обезбеђује се код улежиштења компактна конструкција у радијалном правцу. 
Постоје и конструкционе варијанте без спољашњег прстена, па чак и без оба прстена. У том случају кавез са иглицама уграђује се између рукавца вратила и кућишта, с тим да ослоне површине морају бити врло тврде (58...65HRC), брушене и са малим одступањима облика. 
Игличасти лежаји су јако крути, захтевају високу тачност обраде површина (Ra ≤ 0,2), високу саосност ослонаца, и врло прецизно вођење вратила. Нису погодни за високе учестаности обртања и могу да пренесу само радијална оптерећења. Погодни су за ослонце са осцилаторним обртним кретањем, као што су кривајни и кулисни механизми.
Примењују се код нижих и средњих учестаности обртања, у ослонцима алатних машина, код трансмисије моторних возила, код вратила електричних уређаја, код рукаваца електромагнетних и карданових спојница, итд.